# Näsinneula
Näsinneula är en tornbyggnad i Tammerfors, som är 168 meter hög inräknat stålmasten med antenn. Det är stadens och Finlands högsta fristående byggnadskonstruktion samt Nordens näst högsta TV- och utsiktstorn, efter Kaknästornet i Stockholm. Näsinneula började byggas 1969 och invigdes 1971. Det har en roterande restaurang och var Finlands andra sådana att byggas efter Puijotornets. Tornet står i nöjesparken Särkänniemi.
Sommaren 1970 byggdes tornet upp i luften med en hastighet av fyra meter per dag och toppen på 130 meter nåddes så snabbt som 33 dagar. Tornet byggdes med glidformsgjutning, och totalt 2.500 kubikmeter betong göts i ramen. Grunden för observationstornet ligger 110 meter över havet och 35 meter över sjön Näsijärvis yta. När det blåser hårt, känns tornets svängningar högst upp. Toppen av tornet nås med hissar som rymmer 15 personer och stiger till toppen på 32 sekunder. Hissarnas hastighet är sex meter per sekund. I händelse av strömavbrott tar ett dieseldrivet reservkraftverk över.

## Bildgalleri

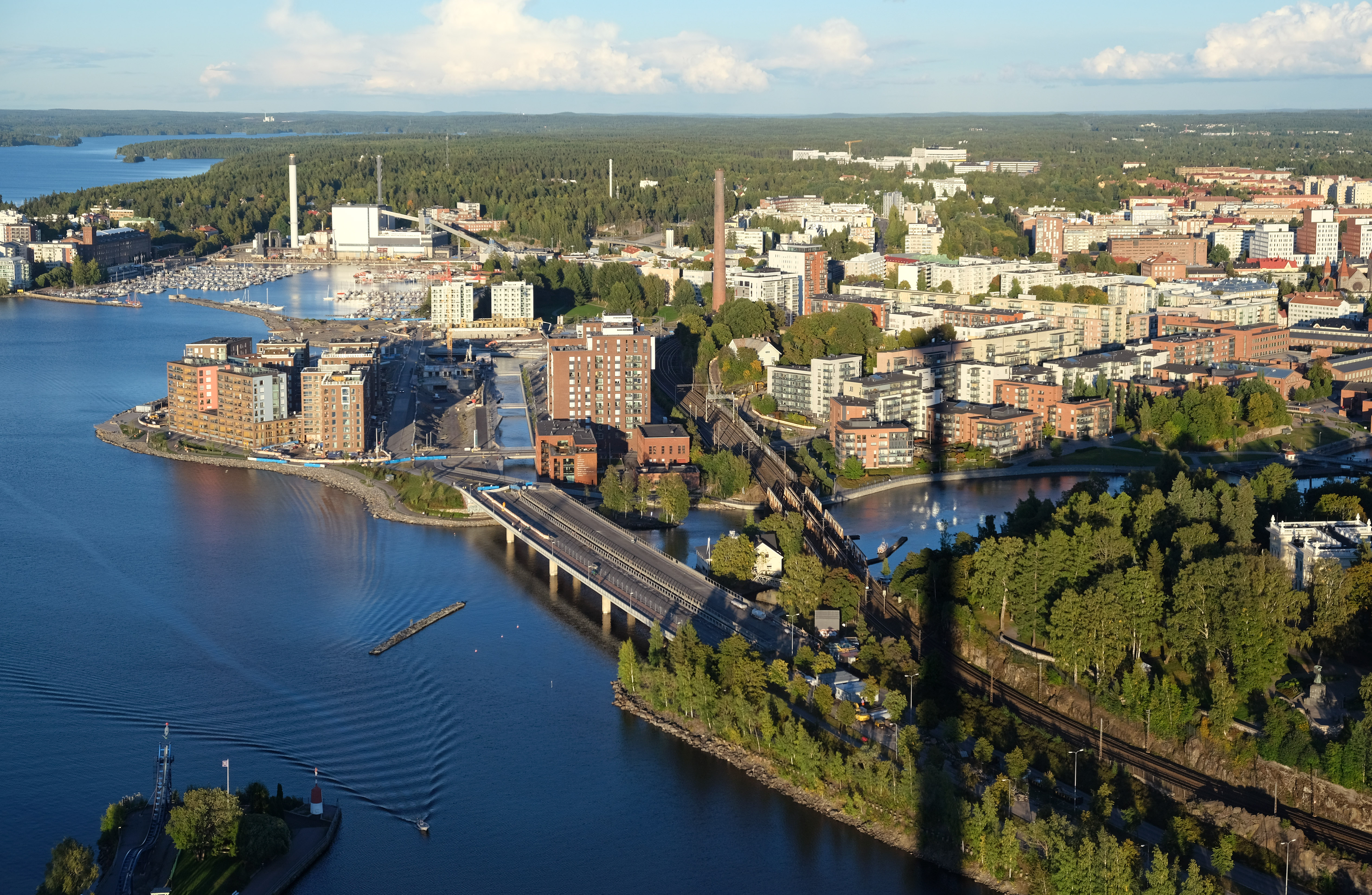
Utsikt över Tammerfors från Näsinneula, september 2020
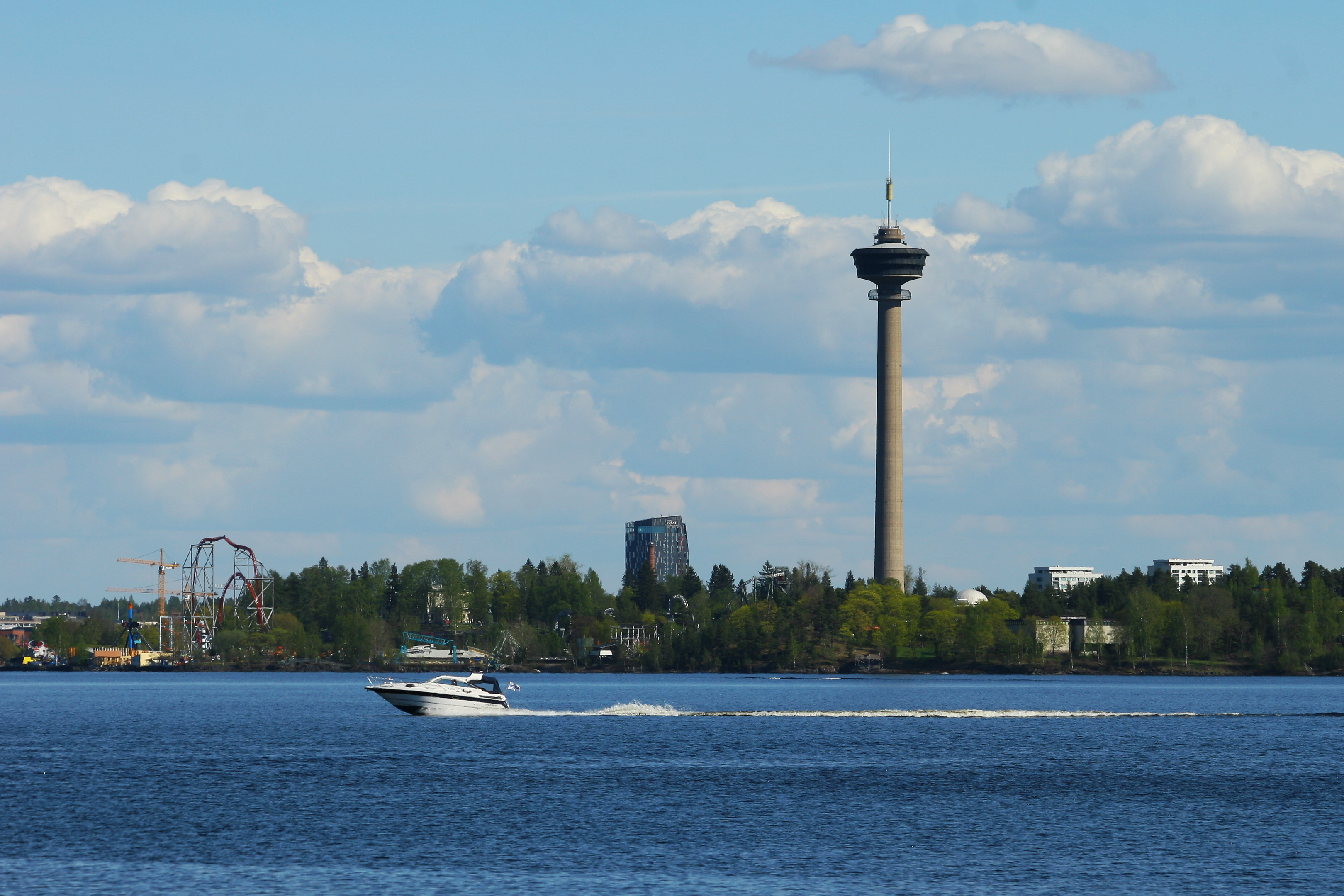
Näsinneula sedd från Lentävänniemi tvärsöver Näsijärvi. Hotel Torni syns i bakgrunden.
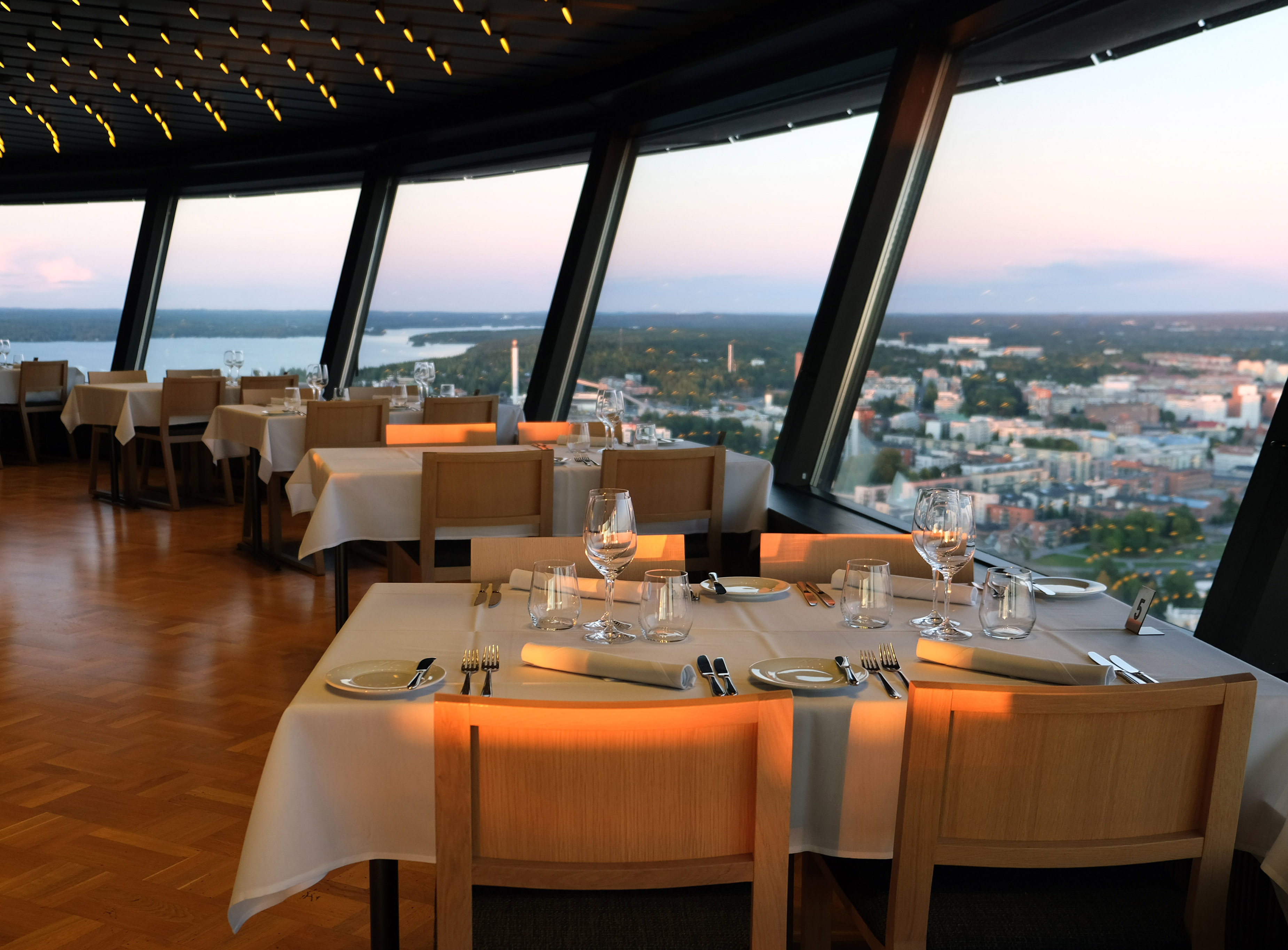
Restaurant Näsinneula